# Ismael Fuentes
Ismael Ignacio Fuentes Castro (Villa Alegre, 4 agosto 1981) è un ex calciatore cileno, di ruolo difensore.

## Carriera

### Club
Debutta nel calcio professionistico a 20 anni, con la maglia del Rangers de Talca, dove rimane fino al 2004; notato e acquistato dal Colo-Colo, vi rimane un solo anno prima di trasferirisi in Messico, al Jaguares de Chiapas, dove milita dal 2005.

### Nazionale
Con la nazionale di calcio cilena conta 20 presenze, con una rete segnata. Ha partecipato alla Copa América 2004 e alla Copa América 2007.